# Gymnocalycium
Gymnocalycium Pfeiff. ex Mittler è un genere di piante succulente della famiglia delle Cactacee, originario del Sudamerica.
Il nome deriva dal greco "ghymnòs" (nudo) e "càlyx" (calice) in riferimento ai boccioli che spuntano senza protezione.

## Descrizione
Questi cactus sono generalmente di forma globulare e con fusto solitario: solo alcune specie emettono polloni basali. Non particolarmente spinose, alcune specie hanno costolature appiattite con piccoli rilievi sotto le areole, mentre altre hanno costolature gibbose.

I fiori sono molto vistosi, grandi e di tonalità delicate.

## Tassonomia

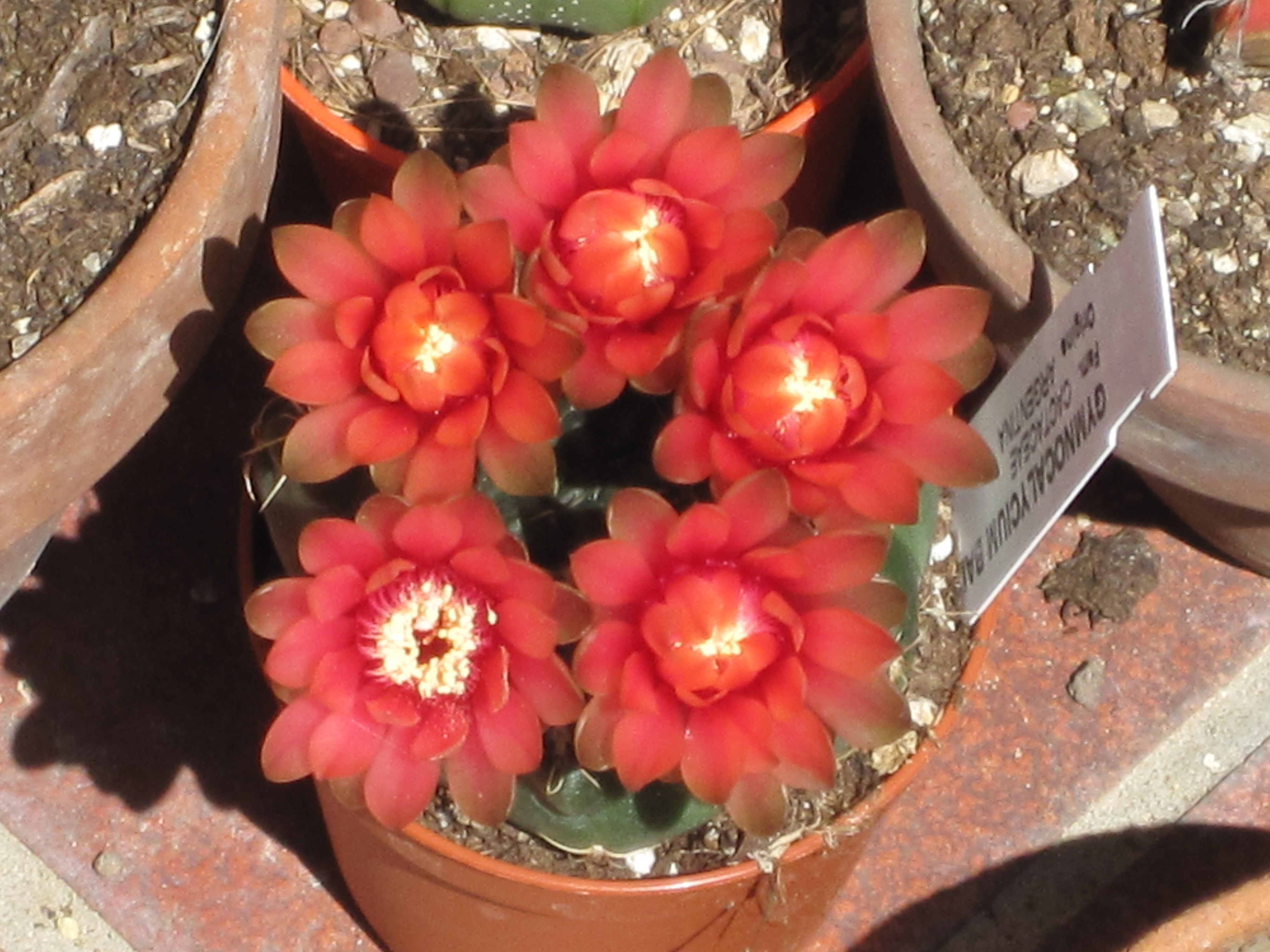
Gymnocalycium baldianum

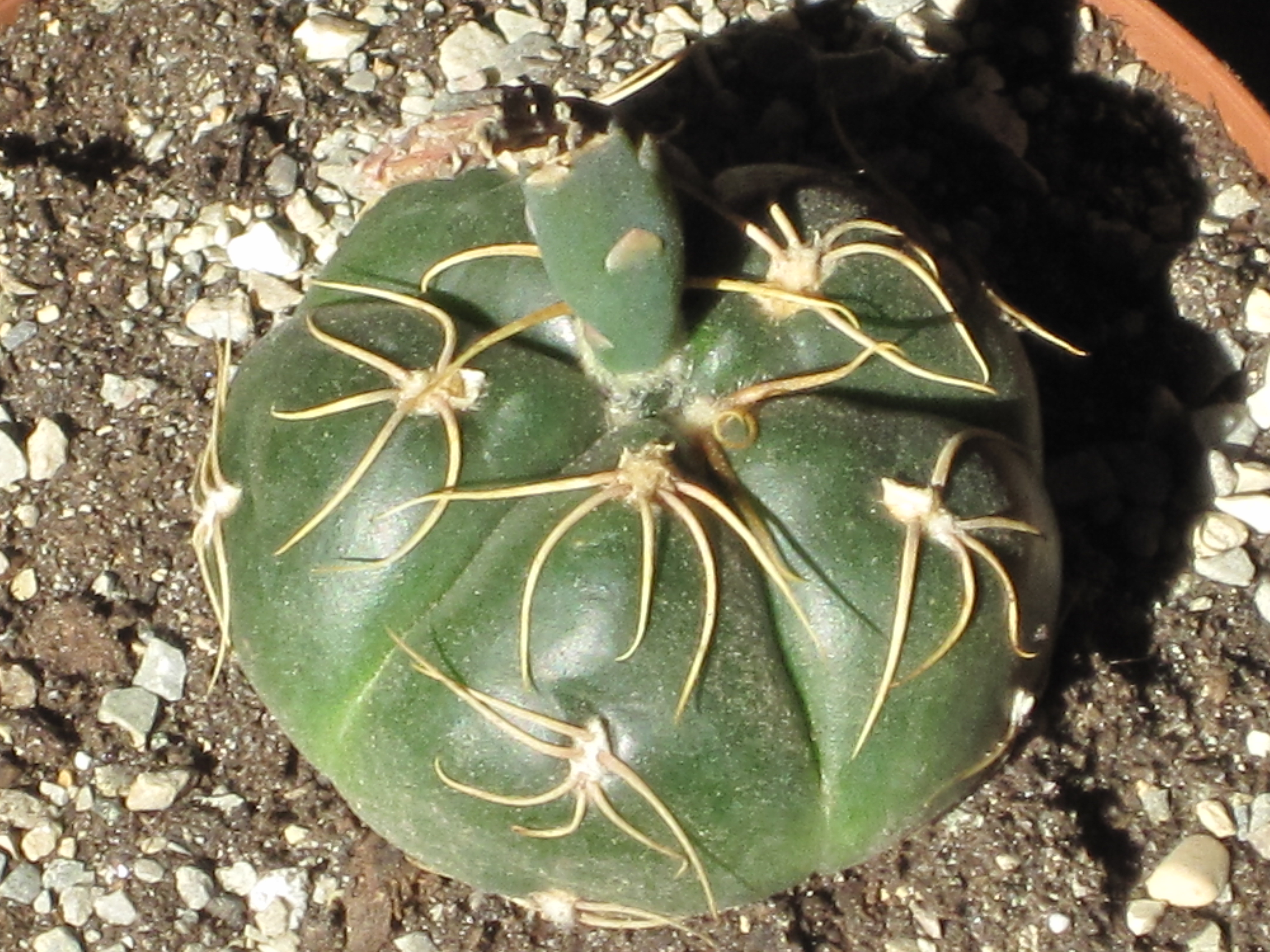
Gymnocalycium denudatum

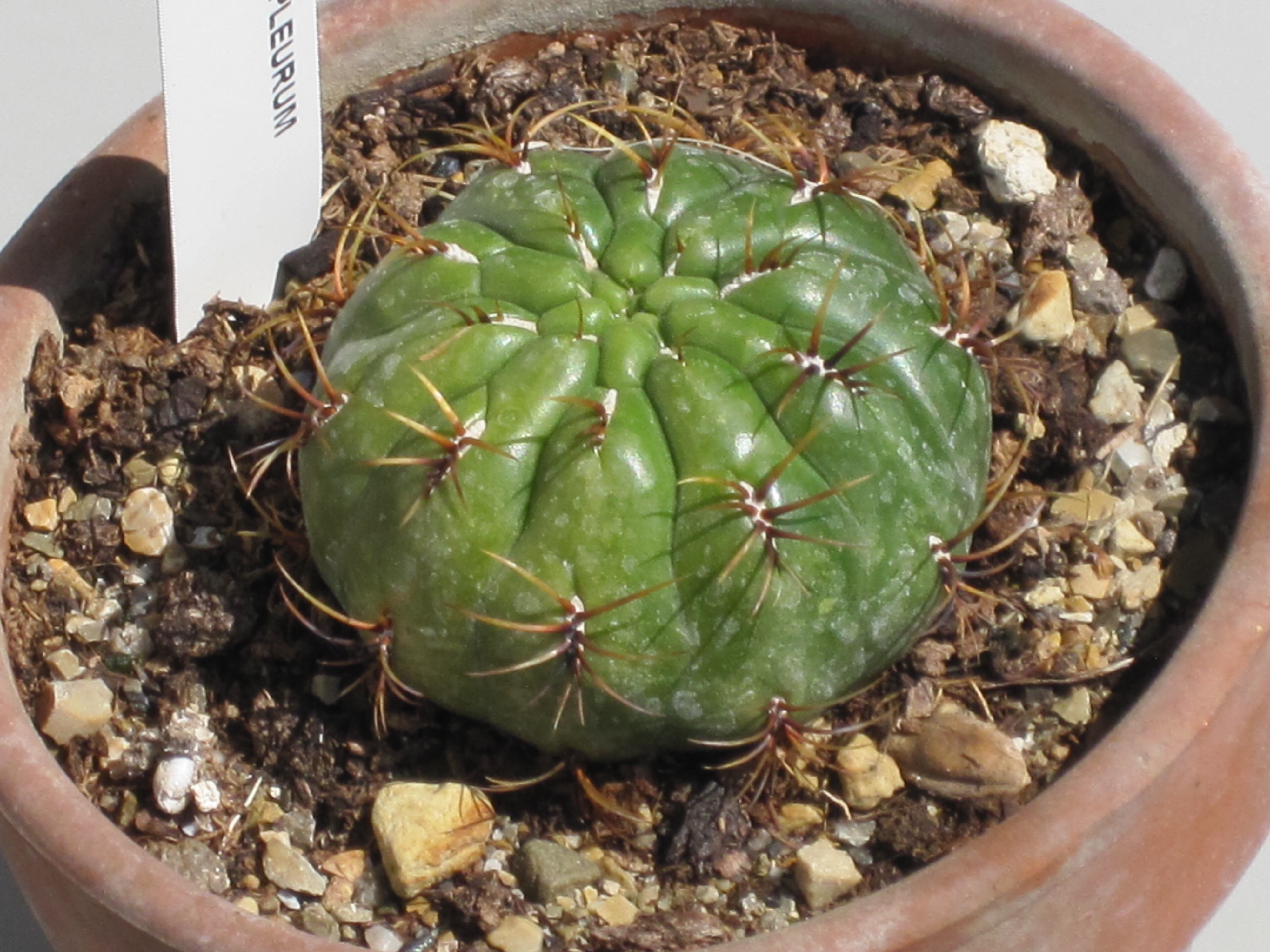
Gymnocalycium eurypleurum

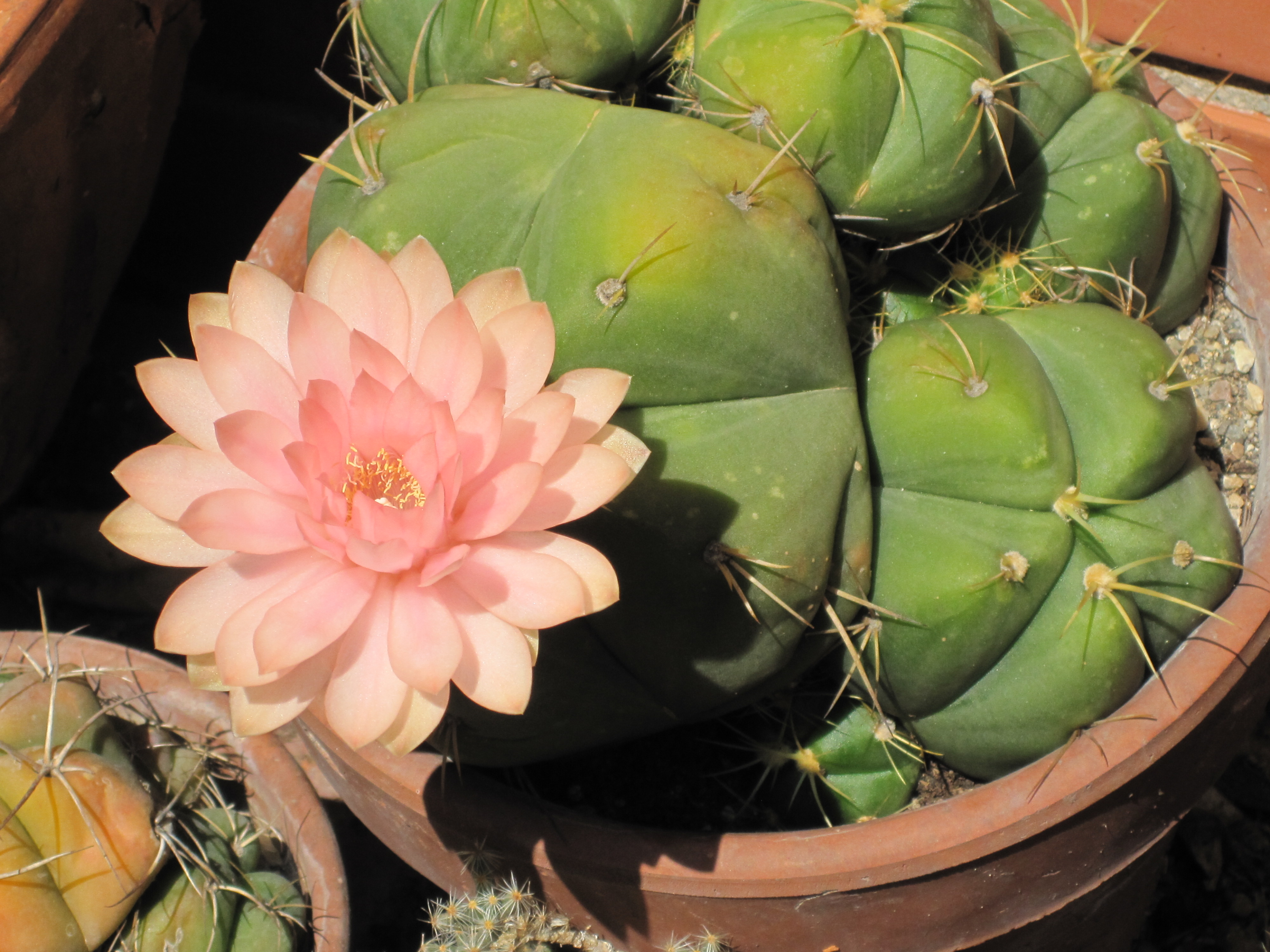
Gymnocalycium horstii

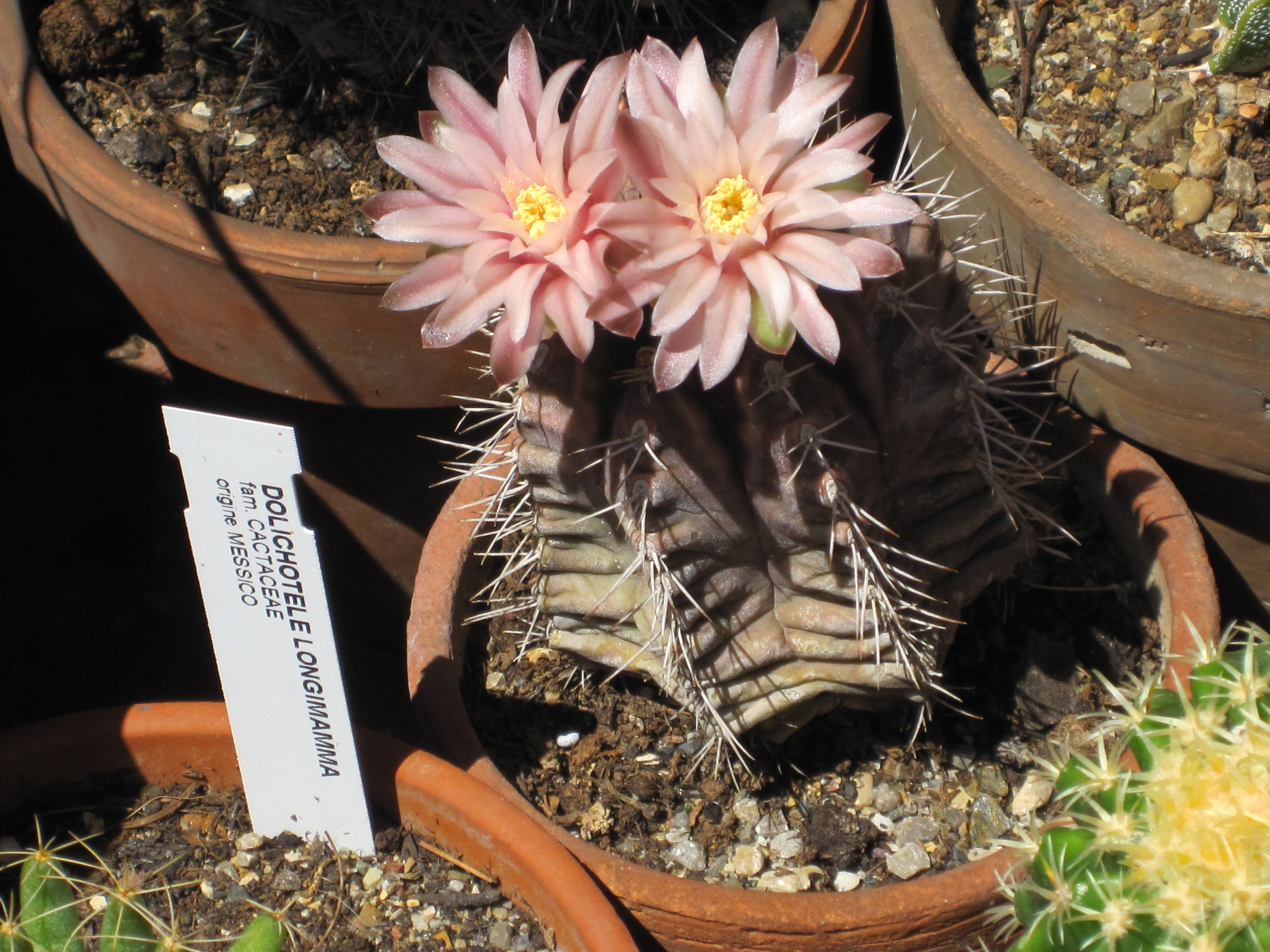
Gymnocalycium mihanovichii

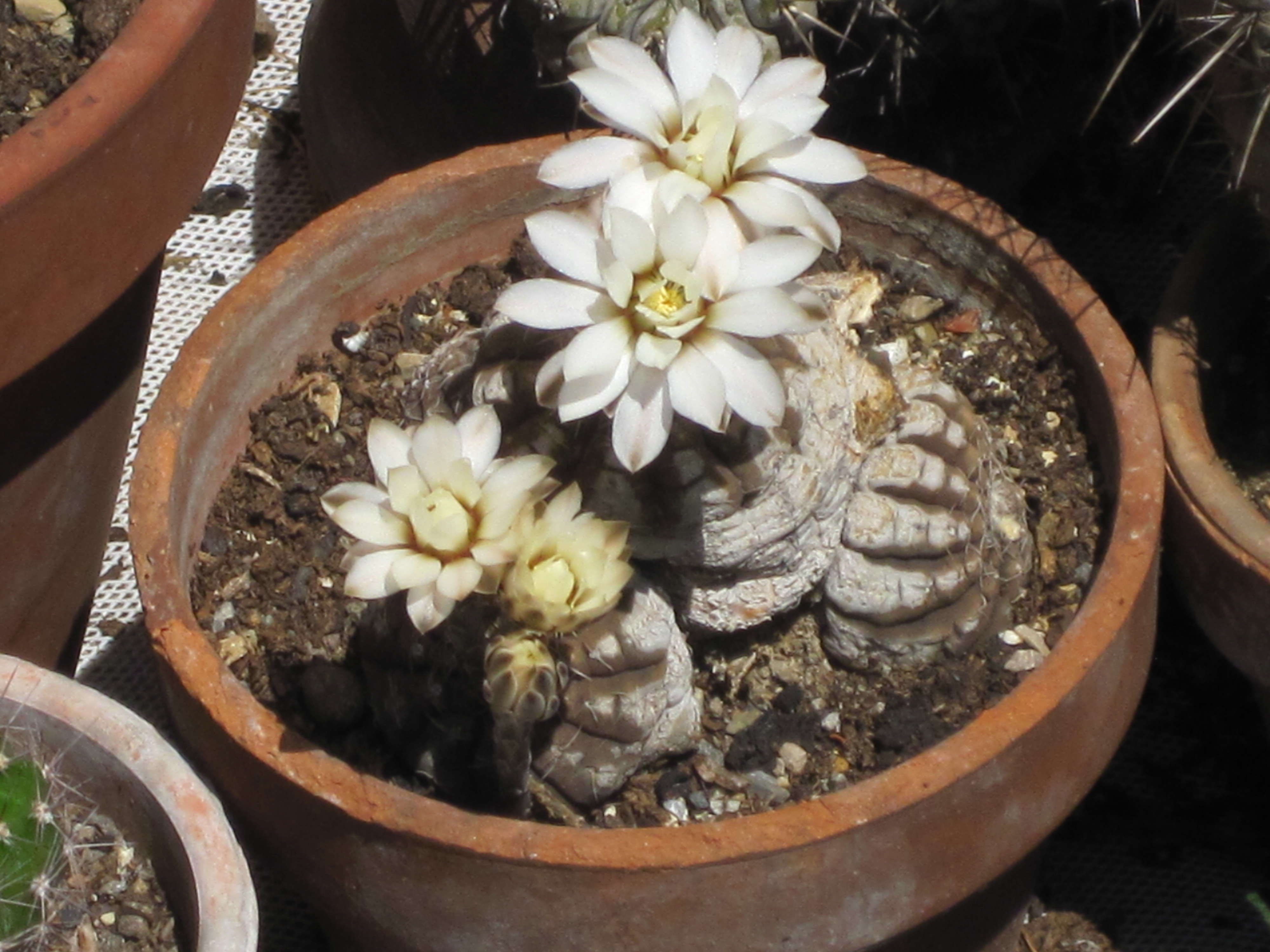
Gymnocalycium ragonesei

Il genere comprende le seguenti specie:
- Gymnocalycium affine Repka
- Gymnocalycium alboareolatum Rausch
- Gymnocalycium alenae Kulhánek
- Gymnocalycium amerhauseri H.Till
- Gymnocalycium andreae (Boed.) Backeb. & F.M.Knuth
- Gymnocalycium anisitsii (K.Schum.) Britton & Rose
- Gymnocalycium baldianum (Speg.) Speg.
- Gymnocalycium basiatrum F.Berger, Amerh. & Sedlmeier
- Gymnocalycium bayrianum Till ex H.Till
- Gymnocalycium berchtii Neuhuber
- Gymnocalycium bodenbenderianum (Hosseus ex A.Berger) A.Berger
- Gymnocalycium bruchii (Speg.) Hosseus
- Gymnocalycium cabreraense Schädlich, Bercht & Melojer
- Gymnocalycium calochlorum (Boed.) Y.Itô
- Gymnocalycium campestre Repka
- Gymnocalycium capillense (Schick) Hosseus
- Gymnocalycium castellanosii Backeb.
- Gymnocalycium chacoense Amerh.
- Gymnocalycium chiquitanum Cárdenas
- Gymnocalycium denudatum (Link & Otto) Pfeiff. ex Mittler
- Gymnocalycium erinaceum J.G.Lamb.
- Gymnocalycium esperanzae Repka & Kulhánek
- Gymnocalycium eurypleurum F.Ritter
- Gymnocalycium gibbosum (Haw.) Pfeiff. ex Mittler
- Gymnocalycium glaucum F.Ritter
- Gymnocalycium horstii Buining
- Gymnocalycium hossei (F.Haage) A.Berger
- Gymnocalycium kieslingii O.Ferrari
- Gymnocalycium kroenleinii R.Kiesling, Rausch & O.Ferrari
- Gymnocalycium kuehhasii Neuhuber & R.Sperling
- Gymnocalycium kulhanekii Papsch
- Gymnocalycium marekiorum Milt
- Gymnocalycium marsoneri Fric ex Y.Itô
- Gymnocalycium mendozaense C.A.L.Bercht & Schädlich
- Gymnocalycium mesopotamicum R.Kiesling
- Gymnocalycium mihanovichii (Fric ex Gürke) Britton & Rose
- Gymnocalycium × momo V.Gapon & Schelkun.
- Gymnocalycium monvillei (Lem.) Pfeiff. ex Britton & Rose
- Gymnocalycium mostii (Gürke) Britton & Rose
- Gymnocalycium neuhuberi H.Till & W.Till
- Gymnocalycium nigriareolatum Backeb.
- Gymnocalycium ochoterenae Backeb.
- Gymnocalycium oenanthemum Backeb.
- Gymnocalycium paediophylum Schütz
- Gymnocalycium paraguayense (K.Schum.) Hosseus
- Gymnocalycium pflanzii (Vaupel) Werderm.
- Gymnocalycium pinalii Mereg. & Kulhánek
- Gymnocalycium ponomarevae V.Gapon & Neuhuber
- Gymnocalycium pugionacanthum Backeb. ex H.Till
- Gymnocalycium quehlianum (F.Haage ex H.Quehl) Vaupel ex Hosseus
- Gymnocalycium ragonesei A.Cast.
- Gymnocalycium reductum (Link) Pfeiff. ex Mittler
- Gymnocalycium rhodantherum (Boed.) H.Till
- Gymnocalycium ritterianum Rausch
- Gymnocalycium robustum R.Kiesling, O.Ferrari & Metzing
- Gymnocalycium saglionis (Cels) Britton & Rose
- Gymnocalycium sanluisense Neuhuber
- Gymnocalycium schickendantzii (F.A.C.Weber) Britton & Rose
- Gymnocalycium schroederianum Osten
- Gymnocalycium spegazzinii Britton & Rose
- Gymnocalycium stenopleurum F.Ritter
- Gymnocalycium striglianum Jeggle ex H.Till
- Gymnocalycium taningaense Piltz
- Gymnocalycium uebelmannianum Rausch
- Gymnocalycium uruguayense (Arechav.) Britton & Rose
- Gymnocalycium volskyi V.Gapon, Ponomareva, Protopopov, Schelkun. & Zaitseva

## Coltivazione
Come tutte le piante succulente questo genere necessita di un ottimo drenaggio, il terriccio necessario per la coltivazione dovrà essere composto da terra concimata, da sabbia e da una parte di ghiaia grossolana. Richiede molta luminosità ma non sopporta bene l'esposizione in pieno sole per via delle scottature.
Le annaffiature dovranno essere regolari nella fase vegetativa, mentre andranno completamente sospese nel periodo invernale, quando non dovranno essere esposte ad una temperatura inferiore ai 5-7 °C

## Riproduzione
La riproduzione avviene:
- per seme: depositando i semi (in primavera) in un letto di terra e sabbia molto fini mantenendo umidità, ombra e temperatura costante intorno ai 21 °C;
- per pollone: (nelle specie che ne emettono), staccando i polloni dalla base della pianta e mettendoli a radicare in sabbia pura appena umida;
- per innesto.